# Jean Lombard (peintre)
Pour les articles homonymes, voir Jean Lombard et Lombard.
Jean Lombard (8 mars 1895 – 26 octobre 1983) est un peintre français.

## Biographie
Jean Lombard est né dans une famille protestante à Dijon le 8 mars 1895. Petit-neveu du peintre Charles Jalabert, il étudie au lycée Ampère à Lyon, puis à l'École des beaux-arts de Lyon. Après la Première Guerre mondiale, il étudie à l'École des beaux-arts de Paris puis devient professeur de dessin de la ville de Paris. Il se marie en 1921.
En 1927, il réalise à Paris une des toiles marouflées sur les piliers de la Brasserie La Coupole au 102, Boulevard du Montparnasse (comme Marie Vassilieff, Louis Latapie, Maurice Savin et Jules Zingg).
Durant la Seconde Guerre mondiale, il crée à l'école communale de la rue du Vertbois, à Paris, l'« atelier du Vert-Bois », dont feront partie le sculpteur Maxime Adam-Tessier, son futur gendre, ainsi que les peintres Othello Radou et Georges Romathier.
Après la guerre, il passe de longues périodes dans sa belle-famille à Valcros, près d'Aix-en-Provence.
Il meurt à Paris le 26 octobre 1983.

## Expositions
- 1975 : rétrospective au musée Ingres de Montauban.
- 2012 : rétrospective au musée du Colombier à Alès.